# コシジロウミツバメ

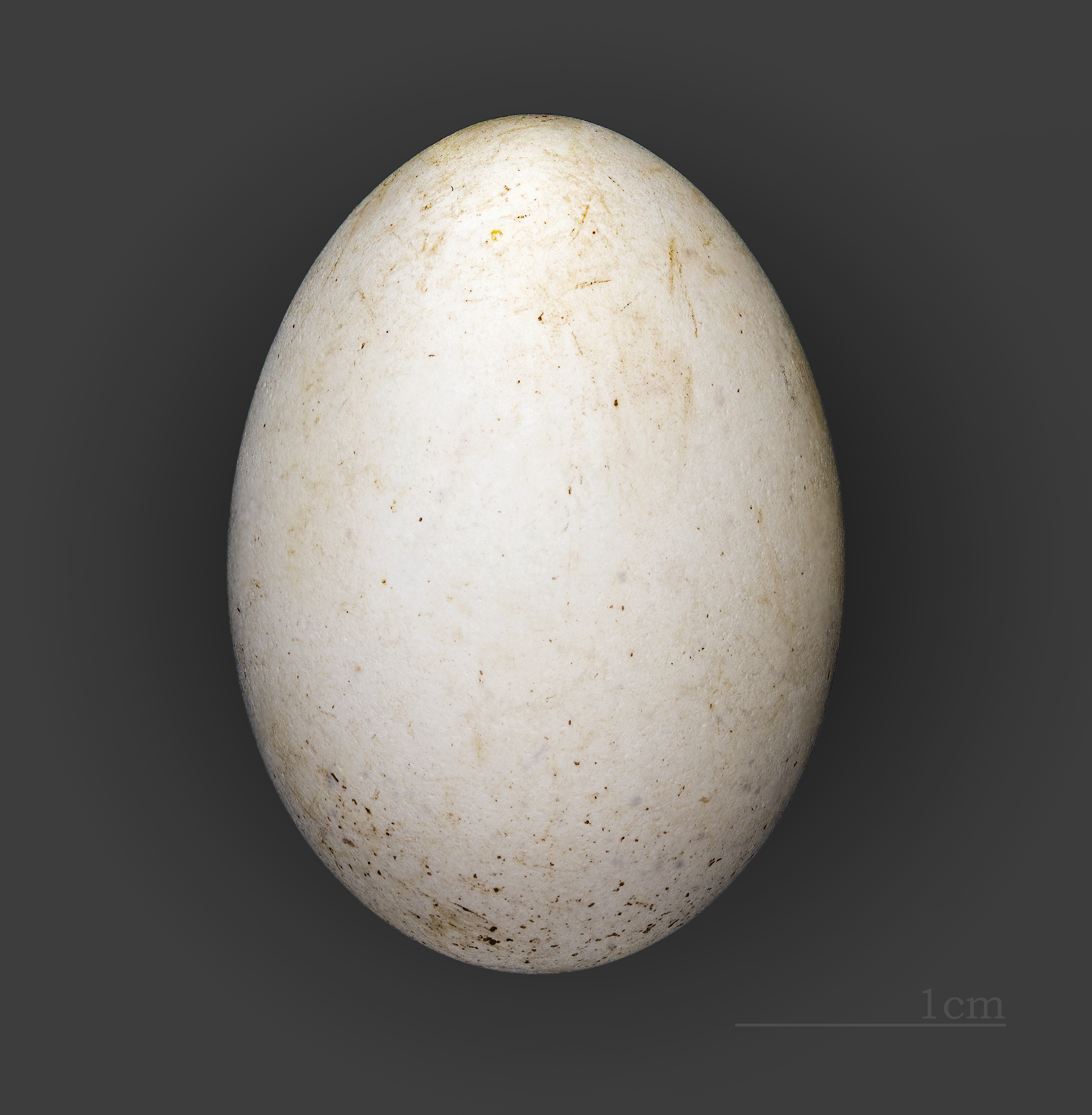
卵

コシジロウミツバメ（腰白海燕、Hydrobates leucorhoa）は、ミズナギドリ目ウミツバメ科に分類される鳥類。

## 分布
大西洋、太平洋
夏季にアメリカ合衆国北東部および西部、ヨーロッパ北部周辺、コマンドル諸島、千島列島などで繁殖する。日本では夏季に大黒島、三貫島などに繁殖のため飛来する（夏鳥）。

## 形態
全長19-22cm。翼開張45-48cm。体重0.04-0.05kg。尾羽には深い切れこみが入りアルファベットの「V」字状。全身が黒褐色の羽毛で覆われる。西太平洋の個体群は尾羽上面を被う羽毛（上尾筒）の色彩は白く、和名の由来になっている。上尾筒の白色部は正中線上に黒い縦縞が入る個体が多い。大雨覆上面の羽毛は淡褐色で、飛翔時には帯模様（翼帯）に見える。
嘴や後肢の色彩は黒い。

## 分類
本種は以前はウミツバメ属（Oceanodroma）に分類されていたが、近年の研究成果に基づき 現在はオーストンウミツバメ属（Hydrobates）に分類されている。
2亜種に分かれるとされる。
- Hydrobates leucorhous leucorhous	Vieillot, 1818    コシジロウミツバメ

- Hydrobates leucorhous chapmani	Berlepsch, 1906

## 生態
海洋に生息する。風の強い高所から風の弱い低所に急降下し、急降下の勢いと風力の差を利用して再び高所へ上がる（ダイナミック・ソアリング）ことを繰り返したり、素早く羽ばたいて飛翔する。
食性は動物食で、魚類、甲殻類、軟体動物などを食べる。
繁殖形態は卵生。岩の割れ目や地面に横穴を掘った巣（落ち葉や枯草などを敷くこともある）に、6-7月に1回に1個の卵を産む。雌雄交代で抱卵し、抱卵期間は41-42日。雛は孵化してから約80日で巣立つ。
日中は鳴かない。日没後、繁殖地の上空や地上で「テッケテケテートォッテットトトト」」と鳴く。

## 人間との関係
日本では1951年に北海道東部の厚岸町にある大黒島が「大黒島海鳥繁殖地」として他種も含め繁殖地が国の天然記念物に指定されている。